# Pink Season (album của Pink Guy)
Pink Season là mixtape thứ hai của nhân vật YouTube Filthy Frank, tiếp sau Pink Guy. Nó được phát hành ngày 4 tháng 1 năm 2017, và gồm 35 bài hát dựa trên những nét nổi bật trong sự nghiệp YouTube của anh. Từ lúc phát hành, nó đã đạt tới vị trí thứ 70 trên bảng xếp hạng Billboard 200.

## Bối cảnh và phát hành
George "Joji" Miller, người sáng tạo và thủ vai Filthy Frank, luôn yêu thích sáng tác nhạc theo lời của anh trong một buổi phỏng vấn với Pigeons and Planes.
Năm 2011, Miller tạo một kênh thứ hai xoay quanh nhân vật "Frank" để quảng bá âm nhạc của mình. Khi kênh của anh phát triển, anh tạo thêm nhiều nhân vật kỳ lạ khác, nổi bật nhất là Pink Guy, thực chất là Miller khi mặc một bộ đồ màu hồng. Theo định kỳ, Miller sẽ tải lên các video âm nhạc lên kênh của mình với thiết kế âm nhạc và hình ảnh đa dạng, khắp từ việc  Pink Guy làm cơm nắm tới việc anh yêu hentai tới mức nào.
Năm 2014, anh phát hành một tuyển tập lựa chọn một số bài hát, với tựa đề là Pink Guy (cách điệu thành PINK GUY), theo biệt danh có liên quan nhiều nhất tới phong thái âm nhạc trong đó. Sau khi phát hành, Miller quay lại kế hoạch tải lên bình thường của mình.
Trong suốt thời gian giữa năm 2016, anh đã gợi ý về việc phát hành Pink Season trong một vài video. Anh tiếp tục quảng bá rầm rộ album của mình trên Twitter cho tới khi phát hành.

## Danh sách bài hát
Tất cả các ca khúc được viết bởi George Miller.
| Pink Season      | Pink Season                     | Pink Season |
| STT              | Nhan đề                         | Thời lượng  |
| ---------------- | ------------------------------- | ----------- |
| 1.               | "Hot Nickel Ball on a Pussy"    | 2:19        |
| 2.               | "Are You Serious"               | 2:29        |
| 3.               | "White Is Right"                | 2:00        |
| 4.               | "I Have a Gun"                  | 1:50        |
| 5.               | "Nickelodeon Girls"             | 3:08        |
| 6.               | "STFU"                          | 3:44        |
| 7.               | "Gays 4 Donald"                 | 3:04        |
| 8.               | "I Do It for My Hood"           | 1:55        |
| 9.               | "Please Stop Calling Me Gay"    | 2:19        |
| 10.              | "She's So Nice"                 | 2:43        |
| 11.              | "Please Stop Touching My Willy" | 0:28        |
| 12.              | "Uber Pussy"                    | 1:57        |
| 13.              | "セックス大好き"                | 2:22        |
| 14.              | "Dumplings"                     | 2:18        |
| 15.              | "Meme Machine"                  | 2:10        |
| 16.              | "Hand on My Gat"                | 1:31        |
| 17.              | "D I C C W E T T 1"             | 0:53        |
| 18.              | "Flex Like David Icke"          | 2:40        |
| 19.              | "High School Blink193"          | 1:38        |
| 20.              | "Rice Balls"                    | 3:16        |
| 21.              | "Dora the Explora"              | 2:24        |
| 22.              | "SMD"                           | 1:49        |
| 23.              | "Dog Festival Directions"       | 2:42        |
| 24.              | "We Fall Again"                 | 1:42        |
| 25.              | "Club Banger 3000"              | 1:17        |
| 26.              | "Help"                          | 2:45        |
| 27.              | "Hentai"                        | 1:29        |
| 28.              | "Small Dick"                    | 2:12        |
| 29.              | "Pink Life"                     | 3:10        |
| 30.              | "Another Earth"                 | 2:12        |
| 31.              | "I Will Get a Vasectomy"        | 2:58        |
| 32.              | "Furr"                          | 2:04        |
| 33.              | "Fried Noodles"                 | 2:50        |
| 34.              | "Goofy's Trial"                 | 2:46        |
| 35.              | "Be Inspired"                   | 1:05        |
| Tổng thời lượng: | Tổng thời lượng:                | 1:18:25     |

Ghi chú
- Với bài hát "Hand on My Gat", Miller dùng nghệ danh PolitikZ,[5] một nhân vật rapper ngầm trên internet trong chương trình Filthy Frank Show.[6]

## Xếp hạng
| Bảng xếp hạng (2017)                      | Vị trí cao nhất |
| ----------------------------------------- | --------------- |
| Album Phần Lan (Suomen virallinen lista)  | 46              |
| Album Na Uy (VG-lista)                    | 38              |
| Hoa Kỳ Billboard 200                      | 70              |
| Hoa Kỳ Top R&B/Hip-Hop Albums (Billboard) | 9               |